# Hug I de Lieja
Hug I de Lieja (altres noms Ogó, Ogon) va ser abat de l'abadia de Maximí de Trèveris i bisbe de Lieja i abat de Lobbes de 921 a 945. Les informacions sobre la seva vida són escasses.
Era un fidel d'Otó I, però aquest darrer van haver d'insistir perquè acceptés el càrrec a Lieja, com que volia acabar l'obra de reforma que havia començat a l'abadia.
Quan va ser nomenat a Lieja i a Lobbes, va començar una campanya per a restablir el rigor religiós que hauria laxat. La seva mort després d'apenes divuit mesos, no li va permetre d'acabar la feina que havia fet seva.
Morí el 26 de desembre de 946 o el 27 de gener de 947 i hauria sigut sebollit a l'abadia de Sant Maximí de Trèveris.